# Delley-Portalban
Pour les articles homonymes, voir Delley.
Delley-Portalban est une commune suisse du canton de Fribourg, située dans le district de la Broye.

## Histoire
Delley-Portalban est issue de la fusion en 2005 des communes de Delley et de Portalban.

## Géographie
Selon l'Office fédéral de la statistique, Delley-Portalban mesure 7,26 km2. 12,0 % de cette superficie correspond à des surfaces d'habitat ou d'infrastructure, 64,0 % à des surfaces agricoles, 13,5 % à des surfaces boisées et 10,5 % à des surfaces improductives.
Delley-Portalban se situe sur la rive sud du lac de Neuchâtel. La commune est limitrophe de Gletterens, Saint-Aubin et Vallon ainsi que Vully-les-Lacs dans le canton de Vaud.

## Démographie
Selon l'Office fédéral de la statistique, Delley-Portalban compte 1 309 habitants en 2018. Sa densité de population atteint 180,3 hab./km2.
Le graphique suivant résume l'évolution de la population de Delley-Portalban entre 1850 et 2019 :